# Dolichoderus spinicollis
Dolichoderus spinicollis är en myrart som först beskrevs av Pierre André Latreille 1817.  Dolichoderus spinicollis ingår i släktet Dolichoderus och familjen myror. Inga underarter finns listade i Catalogue of Life.